# Vogelwoog
Der Vogelwoog ist ein Stausee in Kaiserslautern und Teil des Naturschutzgebiets Vogelwoog-Schmalzwoog.

## Lage
Der Vogelwoog liegt im Hammerbachtal westlich von Kaiserslautern zwischen dem Gewerbegebiet West und der Autobahn A6. 

## Geschichte
Der ehemalige Badesee ist neben dem Blechhammerweiher der einzige heute noch existierende Woog aus dem mittelalterlichen Woog-System.